# Levanten
Levanten er et historisk-geografisk begreb, der betegner et stort område i Nærøsten (Sydvestasien), omtrent afgrænset mod nord af Taurusbjergene, mod syd af den arabiske ørken, mod vest af Middelhavet, mens det mod øst strækker sig ind i det Øvre Mesopotamien; dog medtager nogle definitioner næsten hele Mesopotamien (Irak).
Til Levanten medregnes ikke Anatolien (selv om Kilikien til tider kan have været medtaget), Kaukasus-bjergkæden eller nogen del af den Arabiske Halvø. Nogle gange medtages Sinai-halvøen, men den regnes mere som et mellemliggende perifert eller marginalt område, dannet af en landbro mellem Levanten og det nordlige Egypten.
De nuværende lande og områder, der tilsammen svarer til Levanten, er Israel, Syrien, Libanon, Jordan og Palæstina.
Levanten strækker sig cirka 900 km fra øst til vest og cirka 530 km nord til syd. Arealet er på cirka 520.000 km². Det laveste punkt er Dødehavets overflade. Det højeste punkt er bjerget Qurnat as Sawda' i Libanon, 3.088 meter over havoverfladen.

## Etymologi
Levanten betød først østen eller Middelhavslandene øst for Italien.
Ordet kommer oprindeligt fra latin levare, "løfte, hæve" (om den opgående sol), dvs. "øst". Tilsvarende etymologi finder vi i græsk Ἀνατολή (Anatolē, Anatolien), i tysk Morgenland, i fransk levant "stigning, rejse sig eller stå op", hvor det er solen, der står op, i italiensk "Riviera di Levante", liguriakysten øst for Genova, i spansk Levante og katalansk Llevant, "stedet hvor solen står op". Jævnfør også dansk brug af Orienten, som kommer fra latin oriens, "øst" og orior, "rejse", altså landet hvor solen står op.
Levanten har gennem tiderne skiftet betydning. Oprindelig betød det de europæiske indbyggerne i Orienten, men har nu skiftet betydning til regionale indfødte og minoritetsgrupper.
I 1700- og 1800-tallet betød Levanten hele Det Osmanniske Rige. Henrik Wergeland bruger det i visen om briggen Jonas Anton Hielm fra 1839 i den betydningen: 
«Nu kan vi seile hvor vi vil,

Levanten fra, Levanten til.»

Efter 1. verdenskrig skiftede Levanten betydning til "Østerland".
I Europa efter 1. verdenskrig faldt Det osmanniske rige, og området Levanten blev formindsket til Syrien. Mellem 1920 og 1945 blev det brugt om det franske mandatområde i Syrien og Libanon, og er efter det gået over til at betyde de vestlige områder i den frugtbare halvmåne. De naturlige grænser for Levanten er i nord Taurusbjergene, i nordøst græssletten mellem Eufrat og Tigris kendt som Jazira (øen), i øst og syd til den syriske og arabiske ørken, i sydvest til Sinaihalvøen og med Middelhavet i vest. Området er omtrent lige så stort som Italien og er omtrent sammenfaldende med de nuværende stater: Syrien, Libanon, Israel, Jordan og de Palæstinensiske selvstyreområder.